# Grænseforeningen
Grænseforeningen (Grenzverein) ist ein großer dänischer Kulturverein, der 1920 nach der Volksabstimmung in Schleswig gegründet wurde und den dänisch orientierten Bevölkerungsteil südlich der seitherigen Grenze unterstützt. Heute hat der Verein etwa 12.000 Mitglieder (überwiegend in Dänemark, aber auch in Südschleswig), die in 60 Ortsgruppen organisiert sind.
Der Verein gibt sechsmal jährlich die Zeitschrift Grænsen (Die Grenze) heraus. Der Verein verfügt über einige Fonds, so dass zahlreiche Projekte in Südschleswig finanziell unterstützt werden können. Auf der anderen Seite bemüht sich der Verein, in Dänemark Kontakte nach Südschleswig zu knüpfen und Wissen über das Grenzland und die Minderheit zu vermitteln. Der Grænseforeningen ist Mitglied des Dansk Folkeoplysnings Samråd (Dänischer Volkshochschul-Verband).
2020 feierte der Verein sein 100-jähriges Bestehen.

## Vereinsvorsitzende
- 1920–1922: Frederik Vinding Kruse
- 1922–1926: Hjalmar Ulrich
- 1926–1942: Hans Peter Hansen
- 1943–1961: Holger Andersen (bis zu seinem Tod Vorsitzender)
- 1961–1966: Frederik Heick
- 1966–1972: Erik Haunstrup Clemmensen
- 1972–1976: Arne Fog Pedersen
- 1976–1984: Eskild Friehling
- 1984–1986: H.P. Clausen
- 1986–1993: Viggo Witt-Hansen
- 1993–1994: Jørn Buch
- 1994–2000: Bent A. Koch
- 2000–2005: Torben Rechendorff
- 2005–2014: Finn Slumstrup
- 2014–2016: Mette Bock
- 2016–2020: Jens Andresen
- Oktober 2020–April 2024 Peter Skov-Jakobsen[2]
- seit April 2024: Mirco Reimer-Elster[3]